# Nipigget hundestejle
Nipigget hundestejle (Pungitius pungitius) er en 5-7 centimeter lang fisk i hundestejlefamilien. Den lever i ferskvand eller brakvand. I Danmark findes den på lavt vand i alle ferske småvande og i fjorde med brakvand.

## Forekomst
I brakvand findes den nipiggede hundestejle langs kysterne af det nordlige Ishav, Nordsøen og Østersøen samt i Sortehavet. I ferskvand findes den i Europa nord for Pyrenæerne og Alperne samt i Rusland og dele af Sibirien.
I Danmark findes den mange steder sammen med trepigget hundestejle, dog ikke ved åbne kyster med høj saltholdighed. Til gengæld findes den også i sure mosehuller. Den foretrækker rent klart vand af en ringe dybde med en tæt vegetation af friske grønne planter.

## Udseende
Ryggen er gråbrun eller olivengrøn , mens siderne og bugen er sølvskinnende. Ryg og sider har mørke tværbånd og pletter. Huden er nøgen uden benplader, bortset fra på halestilken. I yngletiden er hannen sort på brystet.
På trods af navnet kan den nipiggede hundestejle have mellem otte og tolv pigge langs ryggen. Dette er dog altid betydeligt flere end den lignende trepigget hundestejle, som typisk har tre, men til tider kan have to eller fire pigge.

## Føde
Den lever af dafnier, vandlopper og alle slags små orme og insektlarver. Når en hundestejle har fundet noget føde, er der tit andre hundestejler i nærheden, der lokkes til. På den måde hjælper de hinanden med at finde føde.

## Levevis
Nipigget hundestejle lever oftest enkeltvist, ikke i stimer. Ligesom den trepiggede hundestejle bygger hannen en rede i yngletiden, der dog ikke ligger på bunden, men oppe mellem vandplanterne.
Blandt dens naturlige fjender er ålen og indimellem aborren.